# Герасдорф-бай-Вин
Герасдорф-бай-Вин (нем. Gerasdorf bei Wien) — город в Австрии, в федеральной земле Нижняя Австрия.
Входит в состав округа Вена. Население составляет 9209 человек (на 31 декабря 2005 года). Занимает площадь 35,2 км². Официальный код — 32404.

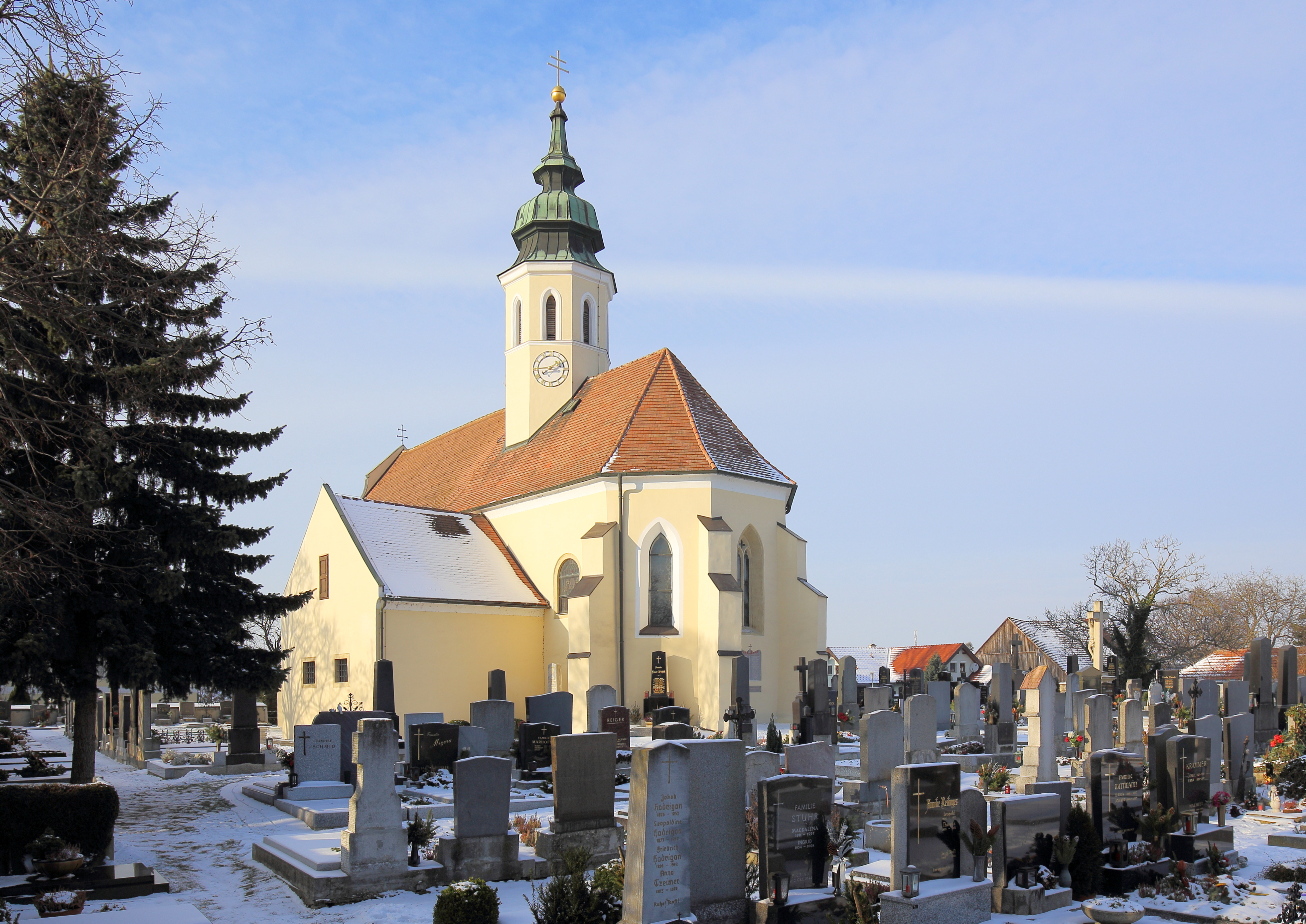
Церковь

## Политическая ситуация
Бургомистр коммуны — Маг. Александер Фойта (СДПА) по результатам выборов 2005 года.
Совет представителей коммуны (нем. Gemeinderat) состоит из 33 мест.
- СДПА занимает 17 мест.
- АНП занимает 9 мест.
- Партия GRÜFO занимает 5 мест.
- АПС занимает 2 места.